# Perseverance
Perseverance är en obemannad motoriserad landfarkost (rover/strövare), utvecklad av Jet Propulsion Laboratory, under NASAs Mars 2020-projekt. Den sköts upp av en Atlas V-raket 30 juli 2020. Planen är att rovern ska utforska Jezero-kratern på Mars. Den landade som planerat i Jezero-kratern den 18 februari 2021.
Rovern är en vidareutveckling av rovern Curiosity som landade på Mars i augusti 2012. Den förväntas arbeta i minst ett marsår (cirka två jordår).
Marshelikoptern Ingenuity åkte snålskjuts med Perseverance till Mars.

## Namn
Den 28 augusti 2019 startade NASA en tävling för att namnge strövaren och i mars 2020 meddelade man att strövaren döpts till Perseverance.

## Teknisk specifikation

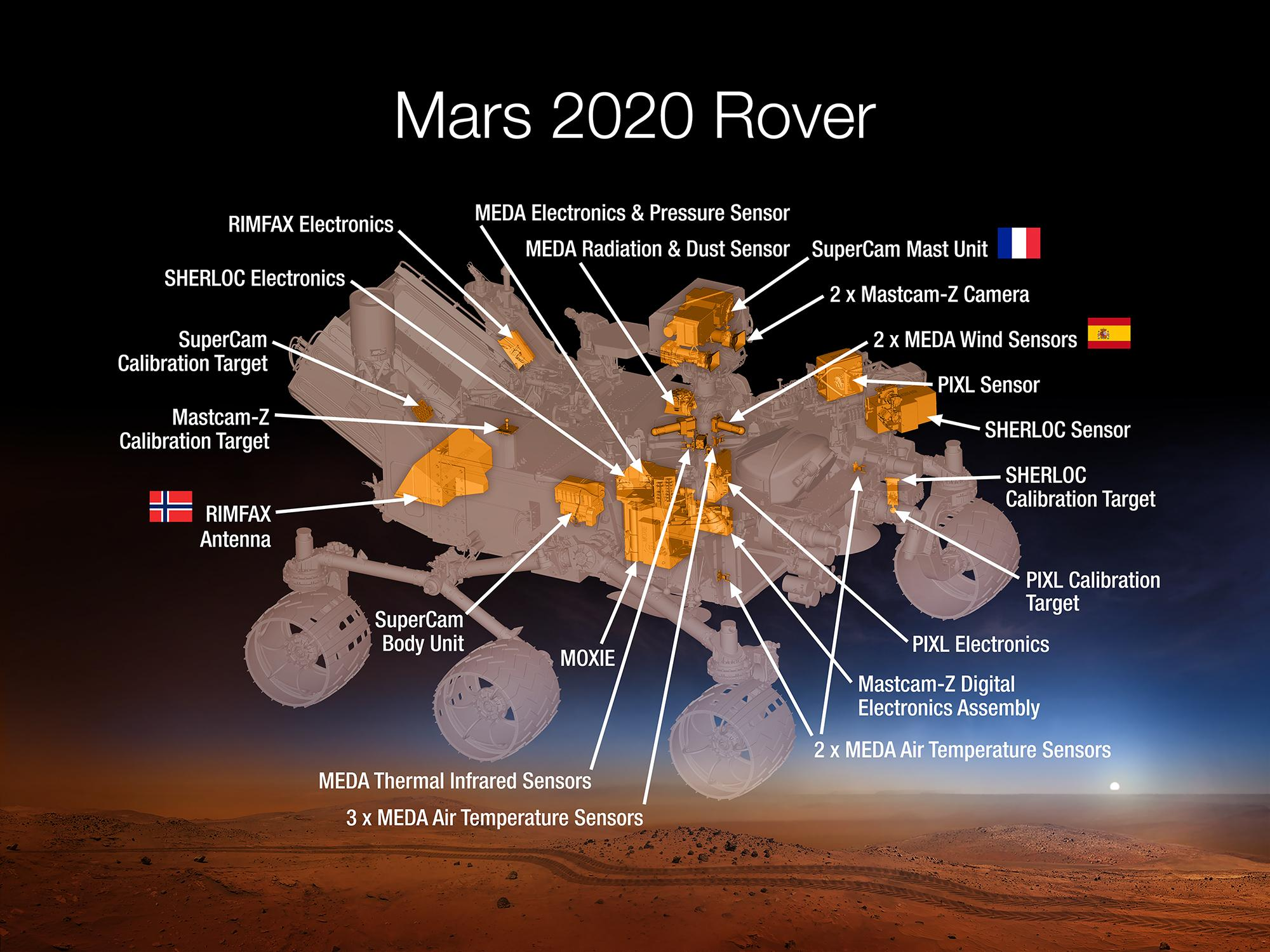
Perseverance instrument

Perseverance väger omkring 1 025 kg.
Perseverance drivs av en radioisotopgenerator (RIG) som beräknas leverera en uteffekt på 110 W.

## Vetenskapliga instrument
- Planetary Instrument for X-Ray Lithochemistry (PIXL), en röntgenfluorescensspektrometer för att bestämma den exakta fördelningen av grundämnen i Mars ytmaterial.[4]
- Radar Imager for Mars subsurface experiment (RIMFAX), en markpenetrerande radar för kartläggning ner till minst 10 meter under roboten. RIMFAX levereras av norska Forsvarets forskningsinstitutt.[4]
- Mars Environmental Dynamic Analyzer (MEDA), en uppsättning sensorer som mäter temperatur, vindens hastighet och riktning, tryck, relativ fuktighet samt dammpartiklars storlek och form. Den tillhandahålls av Spaniens Centro de Astrobiología.[4]
- Mars Oxygen ISRU experiment (MOXIE), ett experiment som kommer att producera små mängder syrgas (O2) från atmosfärisk koldioxid (CO2). Denna teknik kan skalas upp i framtiden för mänskligt livsstöd eller producera raketbränsle för resor åter till jorden.[4]
- SuperCam, ett instrument som, på avstånd, kan ge en bild, kemisk sammansättning analys och mineralogi i stenar och regolit. Det liknar ChemCam på Curiosity men med fyra vetenskapliga instrument som gör det möjligt att leta efter biosignaturer.[4]
- Mastcam-Z , ett stereoskopiskt kamerasystem med möjlighet att zooma.[4]
- Scanning Habitable Environments with Raman and Luminescence for Organics and Chemicals (SHERLOC), en ultraviolett ramanspektrometer som använder högupplöst bildbehandling och en ultraviolett (UV) laser för att bestämma finkornig mineralogi och detektera organiska föreningar.[4]
- Mikrofoner som kommer att användas under landningsögonblicket under körning och vid samling av prov.[5]

Totalt finns det 23 olika kameror ombord på farkosten.

### Fotnoter
1. ↑  ”NASA Space Science Data Coordinated Archive” (på engelska). NASA. https://nssdc.gsfc.nasa.gov/nmc/spacecraft/display.action?id=2020-052A. Läst 18 augusti 2020.
2. 1 2  NASA. ”Electrical Power” (på engelska). NASA. https://mars.nasa.gov/mars2020/spacecraft/rover/electrical-power/. Läst 16 juli 2020.
3. ↑  NASA (mars 2020). ”The Mars 2020 Rover Has a Name” (på engelska). NASA. https://mars.nasa.gov/mars2020/participate/name-the-rover/. Läst 16 juli 2020.
4. 1 2 3 4 5 6 7  NASA. ”Instruments” (på engelska). NASA. https://mars.nasa.gov/mars2020/spacecraft/instruments/. Läst 16 juli 2020.
5. ↑  NASA. ”Microphones” (på engelska). NASA. https://mars.nasa.gov/mars2020/spacecraft/rover/microphones/. Läst 16 juli 2020.
6. ↑  NASA. ”Rover cameras” (på engelska). NASA. https://mars.nasa.gov/mars2020/spacecraft/rover/cameras/. Läst 16 juli 2020.